# Rubeus Hagrid
Rubeus Hagrid, noto più semplicemente come Hagrid, è un personaggio della serie di romanzi di Harry Potter, scritta e ideata da J. K. Rowling.
Hagrid è un mezzogigante guardiacaccia e Custode delle Chiavi e dei Luoghi a Hogwarts. È colui che rivela la verità sulla sua natura e sull'esistenza del Mondo Magico a Harry Potter, con cui in seguito instaura un profondo legame di amicizia.
Compare in tutti gli adattamenti cinematografici della serie, dove è interpretato dall'attore scozzese Robbie Coltrane; in italiano è doppiato da Francesco Pannofino.

## Concezione e sviluppo
Hagrid è tra i personaggi che l'autrice ha affermato di aver creato "il primissimo giorno". È ispirato a un motociclista che la Rowling ha incontrato un giorno nella West Country: nonostante l'aspetto "imponente e terrificante", quando questi si sedette a fianco a lei iniziò a parlare del suo giardino e dei fiori che coltivava. L'autrice ha spiegato che l'origine del suo cognome è "una vecchia parola dialettale inglese, che significa che stai avendo una nottataccia. Hagrid è un gran bevitore – ha un sacco di nottatacce". Il suo nome, Rubeus, deriva invece dalla parola latina rubeus (lett. "rosso") per riflettere l'alchimia e il suo contrasto con Albus Silente: la sua "passionalità" contro l'"ascetismo" del Preside. In un suo articolo Rosemary Goring indica che la Foresta di Dean ha influenzato il lavoro della Rowling, e che Hagrid è l'unico personaggio "che nasce direttamente dalla foresta". Secondo la Goring, le "parole troncate [di Hagrid] sono una specialità di Chepstow". Afferma inoltre che Hagrid è fisicamente "modellato sul capitolo gallese degli Hells Angels, enormi montagne di pelle e capelli che si avventano sulla città e depredano il bar".
Discutendo sulla morte dei personaggi nei suoi libri, la Rowling ha detto di essere sempre stata a conoscenza di star "giungendo al punto in cui Hagrid trasporta un Harry vivo - ma ritenuto morto - fuori dalla foresta". Ha detto che aveva pianificato sin dal principio che Harry sarebbe stato accompagnato verso la morte da dei "fantasmi" e che sarebbe "tornato tra le braccia di Hagrid", affermando inoltre che "è per questo che ha sempre fatto sopravvivere Hagrid". Ha affermato infatti che "sarebbe stato semplice far morire Hagrid in qualche modo", ma che l'immagine che aveva di quel momento – un grande e paterno Hagrid che porta il corpo di Harry tra le braccia – era così forte da decidere il suo destino. Ha inoltre fatto notare il collegamento tra l'Hagrid che porta Harry nel mondo all'inizio della saga e quello che lo porta indietro dalla morte al termine.
Nella nota alla traduzione presente nelle prime edizioni pubblicate dalla Salani, viene affermato che nell'originale inglese Hagrid si esprime in un inglese piuttosto sgrammaticato, e che nella resa italiana quindi "si è pensato di rendere questa sua caratterizzazione con un italiano altrettanto sgrammaticato".

## Biografia del personaggio

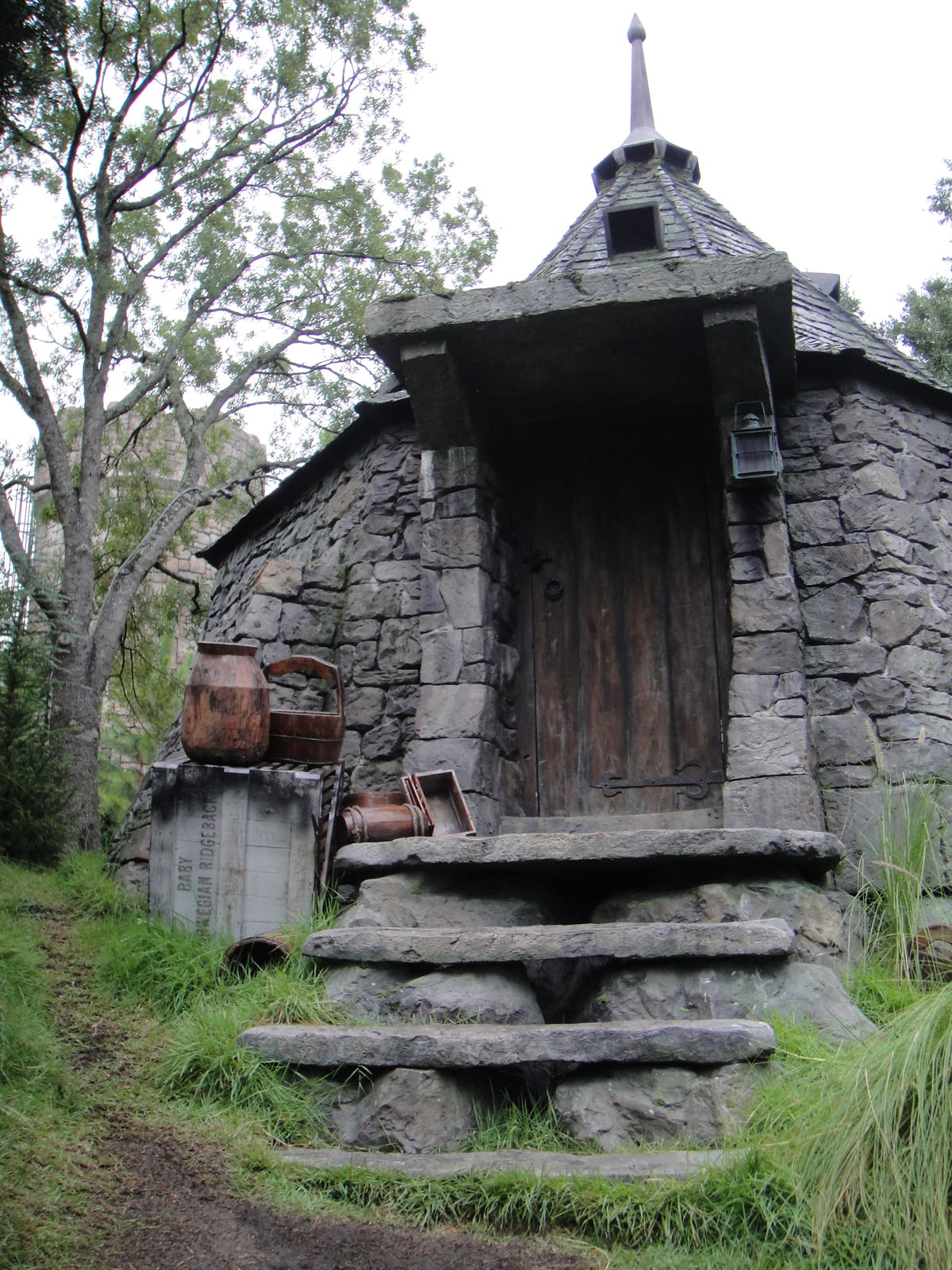
La capanna di Hagrid

Hagrid è il figlio di un mago e della gigantessa Fridwulfa, la quale abbandona la famiglia subito dopo la nascita del figlio. Nonostante questa sua natura da mezzogigante, viene ammesso a Hogwarts su permesso di Silente, verso il quale nutrirà da qui in avanti un profondo rispetto e una grande ammirazione. Tuttavia la sua carriera scolastica si interrompe bruscamente quando Tom Riddle lo accusa di aver aperto la camera dei segreti e aver utilizzato il mostro contenuto in essa per causare la morte di una studentessa, approfittando del fatto che Hagrid stesse effettivamente allevando una pericolosa creatura, cioè un'acromantula di nome Aragog, di cui era entrato in possesso per vie illegali. Hagrid viene così espulso ma, poiché suo padre era morto l'anno prima, Silente gli permette di restare al castello come guardiacaccia e Custode delle Chiavi, avendo intuito che dietro la faccenda ci fosse in realtà Riddle stesso; inoltre, consente ad Aragog di vivere nella Foresta Proibita. Nel corso degli anni Hagrid fa la conoscenza di molti studenti, tra i quali Lily Evans e James Potter con cui stringe una buona amicizia. Durante l'ascesa di Voldemort si unisce all'Ordine della Fenice. Dopo la caduta del Signore Oscuro e la morte dei Potter, si occupa di recuperare Harry e di portarlo a Privet Drive dai Dursley, unici parenti del piccolo rimasti in vita, grazie a una motocicletta volante donatagli da Sirius Black.
Dieci anni dopo viene incaricato da Silente di recuperare Harry, poiché i Dursley si rifiutano sia di rivelargli la sua vera natura sia di consegnargli le lettere di ammissione a Hogwarts: Hagrid rivela quindi al ragazzo l'esistenza del Mondo Magico e la verità sulla morte dei suoi genitori, iniziando a stabilire con il ragazzo un solido rapporto d'amicizia; sempre su richiesta di Silente preleva dalla Gringott la pietra filosofale per portarla a Hogwarts, dove contribuisce alla sua protezione prestando a Silente il suo cane a tre teste Fuffi. L'anno dopo la camera dei segreti viene riaperta, e Hagrid viene nuovamente accusato dell'accaduto, arrestato e condotto ad Azkaban: scoperto che la camera è stata in realtà riaperta da Ginny Weasley sotto l'influsso del diario di Riddle viene liberato, ma l'esperienza lo segna profondamente, tanto da rifiutare di pensarci e parlarne anche ad anni di distanza. In seguito viene nominato professore di Cura delle Creature Magiche, con grande scorno dei Serpeverde, e in particolare di Draco Malfoy, che cercheranno costantemente di farlo licenziare: a causa di un incidente avvenuto durante la sua prima lezione, infatti, Malfoy resta ferito dopo aver provocato un ippogrifo, Fierobecco. Nonostante Hagrid riesca a dimostrare la sua innocenza la creatura viene condannata a morte perché ritenuta pericolosa, venendo però salvata da Harry e Hermione. L'anno seguente Hagrid fa la conoscenza di Olympe Maxime, preside dell'istituto magico di Beauxbatons in visita a Hogwarts per il Torneo Tremaghi anch'essa mezzogigante. Hagrid le rivela la sua natura, ma viene udito dalla subdola giornalista Rita Skeeter, che pubblica un articolo sulla Gazzetta del Profeta nel tentativo di screditare Silente, includendovi anche alcune false interviste ottenute dai Serpeverde: Hagrid, vergognandosi moltissimo, attraversa un periodo di depressione, uscendone grazie all'aiuto di Harry, Ron, Hermione e Silente stesso. Dopo il ritorno di Voldemort, Hagrid viene mandato in missione da Silente presso i giganti, nella speranza di convincerli a non unirsi alla causa del mago oscuro. La missione è un insuccesso, ma Hagrid fa la conoscenza di Grop, il suo fratellastro: decide così di portarlo a Hogwarts nascondendolo nella Foresta Proibita e tentando di educarlo e di insegnargli a parlare, con scarsi risultati. Al suo ritorno, inoltre, viene posto in verifica da Dolores Umbridge, dipendente del Ministero della Magia nominata docente di Difesa contro le Arti Oscure e Inquisitore Supremo dal Ministro Cornelius Caramell: volendolo cacciare, lo attacca durante la notte assieme a degli Auror, ma Hagrid riesce a fuggire, tornando dopo il licenziamento della Umbridge. L'anno successivo Aragog muore, e durante il suo funerale Harry riesce a ottenere il ricordo riguardante gli Horcrux da Horace Lumacorno. Hagrid partecipa al trasferimento di Harry da Privet Drive alla Tana, accompagnandolo con la moto volante di Sirius. Tornato a Hogwarts, viene costretto a fuggire assieme a Grop a causa del suo sostegno verso Harry. Durante l'assalto al castello, Hagrid viene catturato nella Foresta Proibita e costretto a portare al castello il corpo di Harry, apparentemente ucciso da Voldemort: durante la battaglia finale neutralizza il Mangiamorte Walden Macnair, festeggiando poi la caduta di Voldemort per mano di Harry.

## Descrizione

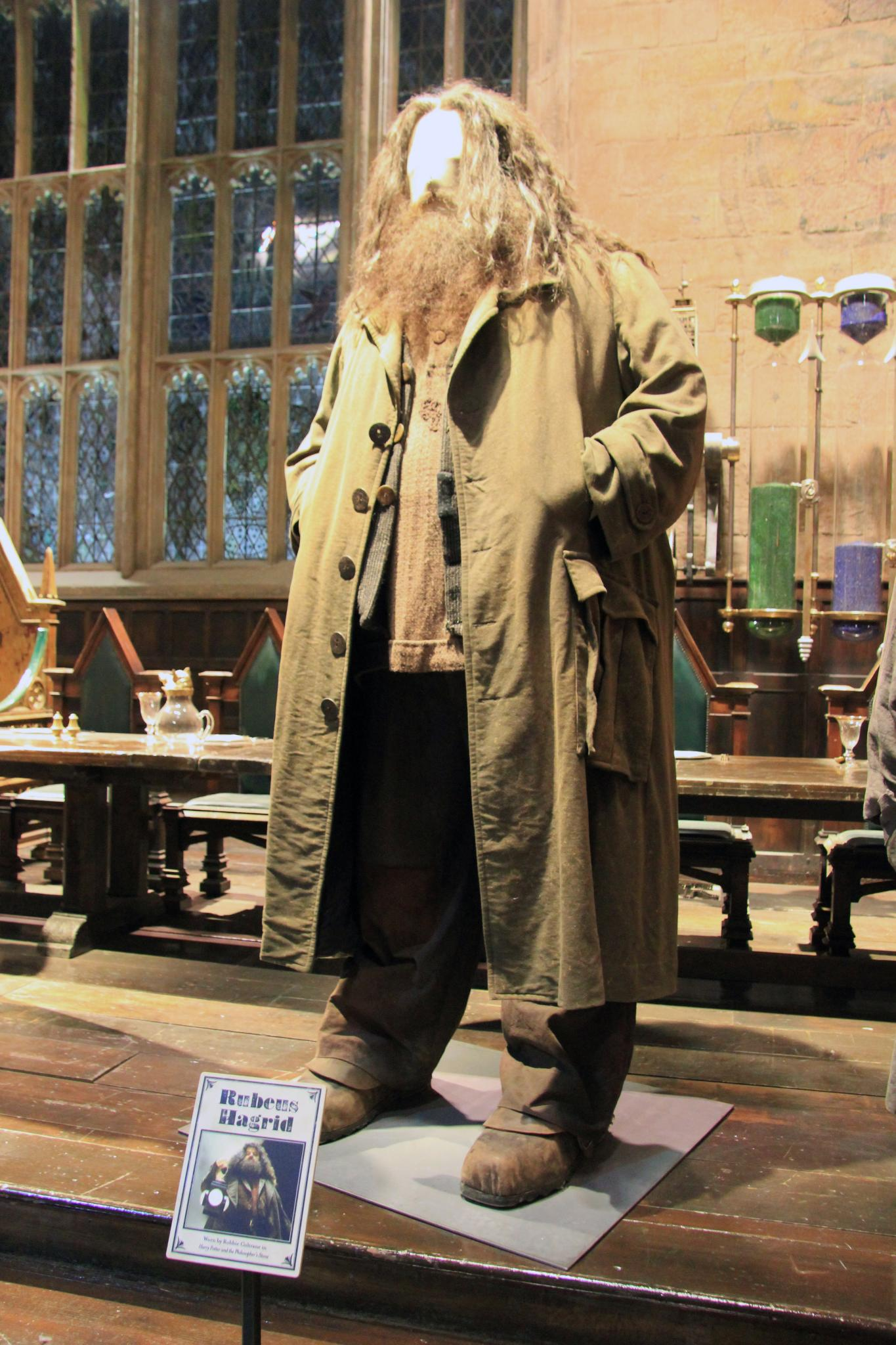
Manichino con indosso i vestiti di Hagrid

### Aspetto fisico
Hagrid è descritto come un uomo alto e imponente, con una folta criniera di capelli scuri e arruffati, occhi neri e lucidi, costantemente vestito con un pesante pastrano dotato di un gran numero di tasche nelle quali conserva gli oggetti più disparati.

### Carattere e personalità
Hagrid rappresenta il classico stereotipo del gigante gentile: bonario, affabile, un buon amico sempre pronto a sostenere e difendere coloro in cui crede. È molto leale verso Albus Silente, da lui ritenuto il più grande mago mai esistito, non tollerando che si parli male di lui o lo si oltraggi in qualsiasi maniera. Non dà alcuna importanza alla purezza di sangue, essendo lui stesso un mezzogigante, e reputa la famiglia e i legami di amicizia come qualcosa di indissolubile. Tende a vedere il buono in ogni situazione, tanto quando cerca di allevare creature pericolose quanto in situazioni peggiori come il ritorno di Voldemort.
Hagrid è un grande amante degli animali, riuscendo a prendersi cura di molte creature differenti; ha tuttavia una certa predilezione verso le creature più pericolose, da lui ritenute "interessanti": il suo sogno, infatti, è di riuscire ad addomesticare un drago. Le sue conoscenze in materia gli consentono di ottenere la cattedra di Cura delle Creature Magiche nel terzo libro.
Dopo essere stato espulso da Hogwarts al terzo anno il preside di allora, Armando Dippet, fu convinto da Silente (ai tempi insegnante di Trasfigurazione) a consentire a Hagrid di rimanere come guardiacaccia. Durante il periodo in cui Harry frequenta la scuola, Hagrid è anche il Custode delle Chiavi e dei Luoghi a Hogwarts: questo titolo, secondo la Rowling, significa che "[Hagrid] può decidere chi entra e chi esce da Hogwarts". Parte del suo lavoro include condurre gli studenti del primo anno appena arrivati navigando su delle barchette attraverso il lago.

### Poteri e oggetti magici
Essendo un mezzogigante, Hagrid è dotato di una forza e una resistenza superiori alla norma, ed è praticamente immune alla maggior parte degli incantesimi. Di contro, non essendo un mago diplomato, le sue abilità in campo magico sono piuttosto scarse, limitandosi alla conoscenza ed esecuzione di incantesimi semplici, spesso resi complicati dall'avere la bacchetta spezzata e mascherata da ombrello.

### Bacchetta
La bacchetta di Hagrid è di quercia: secondo la Rowling, in Inghilterra questo albero è considerato il re della foresta, rendendolo il più adatto a una personalità come quella di Hagrid. La bacchetta gli venne spezzata quando venne espulso: egli conserva tuttavia le due metà in un ombrello rosa che porta sempre con sé con il quale può fare piccole magie, che però non sempre vanno a buon fine.

## Altri media

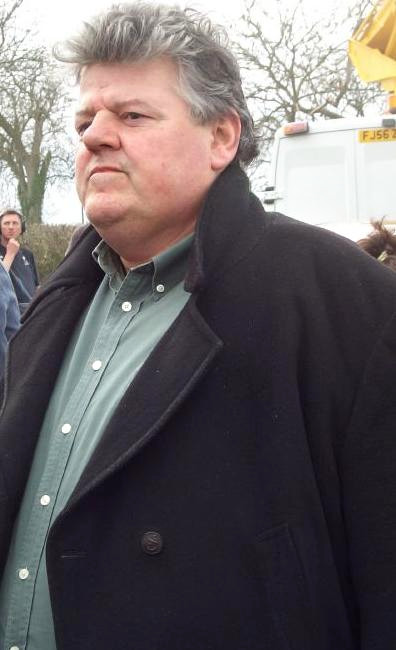
Robbie Coltrane, interprete di Hagrid nella serie cinematografica

### Adattamenti cinematografici
Hagrid è stato interpretato in tutti gli adattamenti cinematografici della serie dall'attore scozzese Robbie Coltrane. Robin Williams era interessato al ruolo e fece quindi richiesta a Chris Columbus, regista dei primi due film, di partecipare al progetto, ma questi lo rifiutò a causa della politica che prevedeva solo attori britannici e irlandesi. La Rowling aveva pensato sin dall'inizio a Robbie Coltrane per il ruolo di Hagrid, rispondendo "RobbieColtraneforHagrid" tutto d'un fiato quando le venne chiesto chi fosse in cima alla sua lista di scelte per il cast.
Coltrane era già un fan dei libri e ha commentato che essere parte del franchise di Harry Potter era "una cosa fantastica". La Rowling ha discusso del passato e del futuro di Hagrid con Coltrane, assistendolo nella preparazione per il ruolo. Ha inoltre affermato che "Robbie è semplicemente perfetto per Hagrid perché questi è un personaggio veramente amabile, piacevole, comico [...] ma deve avere – bisogna veramente percepirla – una certa durezza [...] e credo che Robbie la renda alla perfezione".
L'ex rugbista Martin Bayfield interpreta Hagrid nelle scene di stunt a causa della sua enorme stazza, per enfatizzare l'altezza di Hagrid. Bayfield interpreta anche il giovane Hagrid nel secondo film.

## Accoglienza
IGN ha classificato Hagrid come il tredicesimo miglior personaggio di Harry Potter, dicendo che Hagrid è diventato un surrogato per il pubblico e che la breve scena in Harry Potter e il calice di fuoco dove ricorda dei momenti memorabili con Harry, Hermione e Ron ha lasciato loro un "piacevole ricordo". Joe Utichi, sempre di IGN, ha descritto Hagrid come il suo settimo personaggio preferito di Harry Potter.

### Influenza culturale
Hagrid è apparso in molte parodie di Harry Potter. È presente in uno sketch del programma statunitense Saturday Night Live, interpretato da Horatio Sanz, nello stesso episodio in cui Lindsay Lohan interpreta Hermione; Bobby Moynihan inoltre ha interpretato Hagrid nel 2012, quando Daniel Radcliffe ha ospitato lo show. Nello show Big Impression di Alistair McGowan, Hagrid è apparso in uno sketch intitolato Louis Potter and the Philosopher’s Scone, dove è stato interpretato dallo stesso Robbie Coltrane. Hagrid è stato inoltre parodiato in Harry Potter and the Secret Chamberpot of Azerbaijan, un racconto pubblicato da Comic Relief nel 2003, ed è stato interpretato da Ronnie Corbett. Hagrid compare inoltre nella parodia teatrale Harry Potter and the Obnoxious Voice, interagendo con Draco Malfoy e un dissennatore. In un episodio della seconda serie del Tracey Ullman's State of the Union, Tracey Ullman parodia la Rowling come prepotente e interessata a mantenere le sue creazioni sotto copyright, credendo che un vagabondo stia impersonando Hagrid.